# Liste der Baudenkmäler in Eschenbach in der Oberpfalz

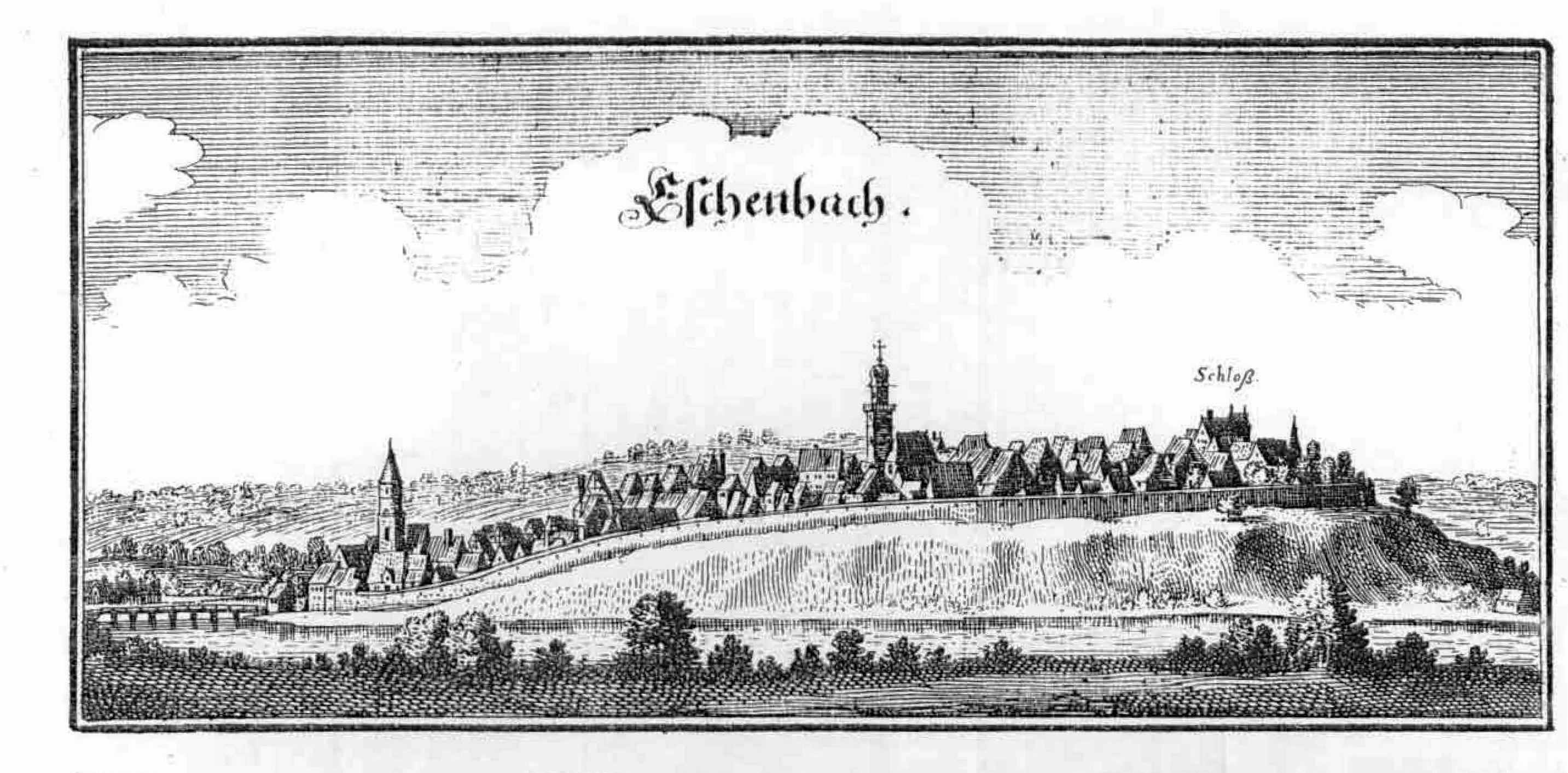
Alte Ansicht von Eschenbach (Merian)

Auf dieser Seite sind die Baudenkmäler in der Oberpfälzer Stadt Eschenbach in der Oberpfalz zusammengestellt. Diese Tabelle ist eine Teilliste der Liste der Baudenkmäler in Bayern. Grundlage ist die Bayerische Denkmalliste, die auf Basis des Bayerischen Denkmalschutzgesetzes vom 1. Oktober 1973 erstmals erstellt wurde und seither durch das Bayerische Landesamt für Denkmalpflege geführt wird. Die folgenden Angaben ersetzen nicht die rechtsverbindliche Auskunft der Denkmalschutzbehörde.

## Ensemble Scheunenviertel
Das Scheunenviertel bildet einen geschlossenen Block außerhalb des Altortes von Eschenbach. Aus Platz- und Brandschutzgründen vor der Stadt angelegt, stammt es in seinem heutigen Erscheinungsbild mehrheitlich aus der Zeit um 1800. Bei einzelnen Scheunen lässt sich auch die Verwendung älterer Einzelteile feststellen. Die zugehörigen, als Einzeldenkmal eingetragenen Kelleranlagen sind im Kern sicher älter. Das für eine kleinere Landstadt typische Viertel ist ein Zeugnis der landwirtschaftlich geprägten Nutzungsgeschichte. Aktennummer: E-3-74-117-1.

## Baudenkmäler nach Ortsteilen

### Eschenbach
| Lage                                                              | Objekt                                                               | Beschreibung | Akten-Nr.              | Bild                                         |
| ----------------------------------------------------------------- | -------------------------------------------------------------------- | --- | ---------------------- | -------------------------------------------- |
| Bahnhofstraße 15 (Standort)                                       | Ehemalige Bahnhofsgaststätte                                         | Zweigeschossiger Schopfwalmdachbau mit Mittelrisaliten, mit Neurenaissancegliederungen und Zierfachwerk, 1905 | D-3-74-117-32 Wikidata | BW                                           |
| Bahnhofstraße 17 (Standort)                                       | Ehemaliger Bahnhof der Lokalbahn Pressath–Eschenbach–Kirchenthumbach | Empfangsgebäude, ein- bzw. zweigeschossiger Walmdachbau, bossierte Sandsteinquader mit Neurenaissance-Gliederungen Lagerhalle, eingeschossiger Flachsatteldachbau, Holzständerwerk mit Verbretterung | D-3-74-117-34 Wikidata | BW                                           |
| Friedhofweg (Standort)                                            | Kreuzweg mit 14 Stationen                                            | Granitpfeiler, Laternen mit spitzbogigen Bildfeldern und gusseisernen Reliefs, um 1900; 1980 Neuaufstellung am Friedhofweg | D-3-74-117-4 Wikidata  | weitere Bilder                               |
| Friedhofweg (gegenüber der Friedhofskapelle) (Standort)           | Kruzifix                                                             | Gusseisenkruzifix mit Beifigur, auf gestuftem Sandsteinsockel, neugotisch, Ende 19. Jahrhundert | D-3-74-117-5 Wikidata  | Kruzifix                                     |
| Friedhofweg 6 (Standort)                                          | Friedhofkirche Mater Dolorosa                                        | Zentralbau mit Walmdach und Dachreiter, dreiseitig geschlossen, spätgotisch, 16. Jahrhundert, Langhaus 1812 abgebrochen; mit Ausstattung | D-3-74-117-2 Wikidata  | weitere Bilder                               |
| Friedhofweg 7 (Standort)                                          | Friedhof                                                             | Friedhofsmauer, Bruchstein- und Quadermauerwerk, zum Teil verputzt, wohl 16./17. Jahrhundert, später nach Osten erweitert; Wappenstein mit Maßwerkrahmung, Sandstein, wohl 15./16. Jahrhundert, daneben eingemauertes Sandsteinkreuz, mittelalterlich | D-3-74-117-2 Wikidata  | Friedhof                                     |
| Grafenwöhrer Straße 10, 14, Raiffeisenplatz 2, 3, 4, 6 (Standort) | Felsenkelleranlage                                                   | Teilweise zusammenhängende Keller im und südlich des Scheunenviertels im Bereich Raiffeisenplatz, 18. Jahrhundert, im Kern älter (betrifft 24 Parzellen der Flurnummern 371/3, 406/2, 413/6, 413/7, 413/8, 413/14, 413/15, 416/5, 417/1, 418, 420, 421, 434, 436/2, 439, 439/1, 439/2, 439/3, 440, 628/1, 800/11, 800/12, 800/15, 800/16, 800/18, 800/21, 800/22, 800/23, 800/31)                                                    | D-3-74-117-36 Wikidata | BW                                           |
| Grafenwöhrer Straße 17 (Standort)                                 | Mehrere Gusseisen- und Granit-Wegweiser                              | Ende 19. Jahrhundert, ehemaliger Dorf-Benennungsstein, 19. Jahrhundert, Granitbrunnenbecken, wohl 18. Jahrhundert; im Straßenmeisterei-Gehöft Gusseiserner Brunnen mit Figur eines Schnitters, um 1900, 1928 von der Stadt Regensburg erworben | D-3-74-117-6 Wikidata  | BW                                           |
| Jahnstraße 13 (Standort)                                          | Wohnhaus                                                             | Eingeschossiger Satteldachbau, Fertighaus in Holzskelettbauweise, von der Firma Christoph und Unmack, Niesky/Oberlausitz, 1937 | D-3-74-117-33 Wikidata | Wohnhaus                                     |
| Karlsplatz 5 (Standort)                                           | Wohn- und Geschäftshaus                                              | Zweigeschossiger traufständiger Satteldachbau, mit Segmentbogenfenstern und Maßwerkblenden, um 1870 | D-3-74-117-8 Wikidata  | Wohn- und Geschäftshaus                      |
| Karlsplatz 29 (Standort)                                          | Ehemaliges Pflegschloss, später Landratsamt                          | Mächtiger dreigeschossiger Walmdachbau mit Gebäudeflügel nach Südwesten, Pietà in Nische, nach Brand von 1670 wiedererrichtet | D-3-74-117-11 Wikidata | Ehemaliges Pflegschloss, später Landratsamt  |
| Karlsplatz 35 (Standort)                                          | Katholische Maria-Hilf-Bergkirche                                    | 1771–74 vom Amberger Hofbaumeister Wolfgang Diller, stadtseitige Giebelfassade und Kuppelturm neubarock, bezeichnet „1906“; mit Ausstattung. Das Langhausdeckenfresko Mariä Himmelfahrt und im Chor Maria Himmelskönigin mit musizierenden Engeln sind von dem Münchner Kunstmaler Josef Wittmann in 1957 gemalt. Die dazugehörenden Entwürfe zu dieser kirchlichen Malerei haben sich erhalten und werden in der Pfarrei aufbewahrt | D-3-74-117-12 Wikidata | weitere Bilder                               |
| Karlsplatz 36 (Standort)                                          | Ehemaliges Vermessungsamt                                            | Zweigeschossiger Walmdachbau über L-förmigem Grundriss, mit Neurenaissance-Gliederungen und Ziergiebel nach Osten, Ende 19. Jahrhundert | D-3-74-117-13 Wikidata | Ehemaliges Vermessungsamt                    |
| Kalvarienbergsiedlung (Standort)                                  | Wegkreuz                                                             | Gusseisenkruzifix mit Schrifttafel, um 1900, Sandsteinsockel von 1983 | D-3-74-117-30 Wikidata | BW                                           |
| Marienplatz (Standort)                                            | Mariensäule mit Sandsteinskulptur Immaculata                         | Auf geschweiftem reliefierten Sockel mit Quaderpostament, bez. 1720, renoviert 1788, 1881 und 1928 | D-3-74-117-21 Wikidata | Mariensäule mit Sandsteinskulptur Immaculata |
| Marienplatz 6 (Standort)                                          | Katholische Stadtpfarrkirche St. Laurentius                          | Dreischiffige Staffelhalle mit Steildach und eingezogenem, fünfseitig geschlossenem Chor, 15. Jahrhundert, Flankenturm spätgotisch, zylindrischer Oberteil von 1541, 1893 Langhauserweiterung nach Westen; mit Ausstattung | D-3-74-117-15 Wikidata | weitere Bilder                               |
| Nähe Stadtmauerweg (Standort)                                     | Rest der Stadtmauer                                                  | Befestigungsmauer Sandsteinquader, im Kern 14. Jahrhundert | D-3-74-117-15 Wikidata | BW                                           |
| Marienplatz 6 (Standort)                                          | Lourdesgrotte                                                        | Runder Zentralbau mit Kuppeldach, Sandsteinquader, bezeichnet 1905 | D-3-74-117-15 Wikidata | BW                                           |
| Nähe Grafenwöhrer Straße (Standort)                               | Kriegerdenkmal                                                       | Denkmal für die Gefallenen des I. Weltkriegs, sterbender Krieger auf hohem Quaderpostament, Granit, 1920er Jahre, später mit Gefallenennamen des II. Weltkriegs erweitert | D-3-74-117-15 Wikidata | BW                                           |
| Marienplatz 7 (Standort)                                          | Wohnhaus                                                             | Zweigeschossiger Halbwalmdachbau mit abgewinkelter Straßenfront, frühes 19. Jahrhundert | D-3-74-117-16 Wikidata | Wohnhaus                                     |
| Marienplatz 9 (Standort)                                          | Katholisches Pfarrhaus                                               | Zweigeschossiger Walmdachbau mit neubarocker Fassadengliederung und geschnitzten Rokokotürflügeln, polygonaler Eckerker mit Zwiebelhaube, um 1900; Hofeinfriedung, Sandsteinquader und Bruchsteinmauerwerk, nach Süden mit Metallgitterabschluss, gleichzeitig | D-3-74-117-17 Wikidata | Katholisches Pfarrhaus                       |
| Marienplatz 28 (Standort)                                         | Ehemaliges Amtsgericht                                               | Stattlicher dreigeschossiger Walmdachbau mit Sandsteingliederungen in Formen des Maximilianstils, um 1870; | D-3-74-117-18 Wikidata | Ehemaliges Amtsgericht                       |
| Marienplatz 28 (Standort)                                         | Ehemaliges Waschhaus                                                 | Eingeschossiger Steildachbau mit Sandsteineinfassungen, gleichzeitig | D-3-74-117-18 Wikidata | BW                                           |
| Marienplatz 34 (Standort)                                         | Relief, Madonna mit Kind                                             | Steinrelief, farbig gefasst, bezeichnet 1736 | D-3-74-117-19 Wikidata | Relief, Madonna mit Kind                     |
| Marienplatz 42 (Standort)                                         | Rathaus                                                              | Zweigeschossiger Steildachbau, im Kern 1570, mit parallel verlaufendem Anbau nach Norden, Anfang 19. Jahrhundert | D-3-74-117-20 Wikidata | weitere Bilder                               |
| Obere Schloßgasse 1 (Standort)                                    | Ehemals Fronfeste, später Gefängnis                                  | Zweigeschossiger Walmdachbau, klassizistisch, 1817 | D-3-74-117-14 Wikidata | BW                                           |
| Obere Schloßgasse 1 (Standort)                                    | Reststück der ehemaligen Stadtmauer                                  | Bruchstein, 14. Jahrhundert; in rückwärtigem Garagenbau | D-3-74-117-14 Wikidata | BW                                           |
| Pressather Straße (Standort)                                      | Brückenfigur heiliger Johannes von Nepomuk                           | Sandstein, auf hohem Postament, wohl erstes Viertel 20. Jahrhundert | D-3-74-117-28 Wikidata | BW                                           |
| Pressather Straße 10 (Standort)                                   | Ehemals Färberei und Tuchmacherei                                    | Zweigeschossiger Mansardwalmdachbau mit Putzstreifengliederung, Ende 18. Jahrhundert, Erdgeschoss im Kern wohl 17. Jahrhundert | D-3-74-117-22 Wikidata | BW                                           |
| Pressather Straße 10 (Standort)                                   | Hofeinfriedung                                                       | Reststück nach Norden, Sandsteinquader mit Deckplatten, wohl 18./19. Jahrhundert | D-3-74-117-22 Wikidata | BW                                           |
| Eschenbachermühle (Standort)                                      | Bildstock                                                            | Mit figürlichem Relief Herz Jesu, Sandstein, wohl Ende 19. Jahrhundert, Kreuz erneuert | D-3-74-117-29 Wikidata | BW                                           |
| Wassergasse 7 (Standort)                                          | Malzhaus                                                             | Zweigeschossiger Halbwalmdachbau, mit Eckverzahnungen und spätgotischen Fensterprofilen, bezeichnet 1607 | D-3-74-117-26 Wikidata | Malzhaus                                     |

### Eschenbachermühle
| Lage                           | Objekt             | Beschreibung                                                                                        | Akten-Nr.              | Bild |
| ------------------------------ | ------------------ | --------------------------------------------------------------------------------------------------- | ---------------------- | ---- |
| Eschenbachermühle 1 (Standort) | Mühle, Wohngebäude | Zweigeschossiger Halbwalmdachbau, Sandsteinquader mit Gesimsgliederungen, 1. Hälfte 19. Jahrhundert | D-3-74-117-23 Wikidata | BW   |

### Stegenthumbach
| Lage                     | Objekt                   | Beschreibung | Akten-Nr.              | Bild |
| ------------------------ | ------------------------ | --- | ---------------------- | ---- |
| Koppe-Platz 4 (Standort) | Kriegergedächtniskapelle | Kleiner Steildachbau über rechteckigem Grundriss, Sandsteinquader mit Bruchsteinsockel, bezeichnet mit "1923"; mit Ausstattung | D-3-74-117-25 Wikidata | BW   |

### Thomasreuth
| Lage                   | Objekt                                        | Beschreibung                                                                                        | Akten-Nr.              | Bild |
| ---------------------- | --------------------------------------------- | --------------------------------------------------------------------------------------------------- | ---------------------- | ---- |
| Kapellenweg (Standort) | Wegkapelle, zugleich Kriegergedächtniskapelle | Zweigeschossiger traufständiger Satteldachbau, mit Segmentbogenfenstern und Maßwerkblenden, um 1870 | D-3-74-117-31 Wikidata | BW   |

### Witzlhof
| Lage                                                                                | Objekt                                     | Beschreibung                                                                      | Akten-Nr.              | Bild |
| ----------------------------------------------------------------------------------- | ------------------------------------------ | --------------------------------------------------------------------------------- | ---------------------- | --- |
| Abgebrannter Schlag; Bärenwinkel (ca. 1 km östlich von Witzlhof im Wald) (Standort) | Kruzifix, sogenanntes Bergschuster-Marterl | Gusseisenkruzifix mit Schrifttafel und Beifigur, nach 1867, Granitsockel erneuert | D-3-74-117-35 Wikidata | [[Vorlage:Bilderwunsch/code!/C:49.75494,11.88226!/D:Abgebrannter Schlag; Bärenwinkel (ca. 1 km östlich von Witzlhof im Wald), Kruzifix, sogenanntes Bergschuster-Marterl!/\|BW]] |

## Ehemalige Baudenkmäler
In diesem Abschnitt sind Objekte aufgeführt, die früher einmal in der Denkmalliste eingetragen waren, jetzt aber nicht mehr. Objekte, die in anderem Zusammenhang also z. B. als Teil eines Baudenkmals weiter eingetragen sind, sollen hier nicht aufgeführt werden. Aktennummern in diesem Abschnitt sind ehemalige, jetzt nicht mehr gültige Aktennummern.

| Lage                                                                                   | Objekt                              | Beschreibung                                                                                        | Akten-Nr.              | Bild                     |
| -------------------------------------------------------------------------------------- | ----------------------------------- | --------------------------------------------------------------------------------------------------- | ---------------------- | ------------------------ |
| Eschenbach Karlsplatz 18 (Standort)                                                    | Korbbogiges Einfahrtstor            | Um 1900                                                                                             | D-3-74-117-9 Wikidata  | Korbbogiges Einfahrtstor |
| Eschenbach Marienplatz 26, westlich von Nr. 7 (Standort)                               | Haus                                | Im Kern 14. Jahrhundert                                                                             | D-3-74-117-24 Wikidata | Haus                     |
| Eschenbach Nähe Bahnhofstraße; Nähe Grafenwöhrer Straße; Zimmermannsplatz 1 (Standort) | Kopfbau der mittleren Scheunenreihe | Bezeichnet „1829“, Kopfbau der mittleren Scheunenreihe, Quadermauerwerk mit gestalteter Giebelfront | D-3-74-117-7 Wikidata  | BW                       |
| Eschenbach Wassergasse 19 (Standort)                                                   | Eisenplatte mit Mariendarstellung   | Bezeichnet „1682“                                                                                   | D-3-74-117-27 Wikidata | BW                       |